# Edward Selleck Hare
Edward Selleck Hare est un médecin anglais né en 1812 et mort en 1838.

## Biographie
Edward Selleck Hare est né en 1812 de James et Louisa Hare près de Yoxall dans le Staffordshire. Il a ensuite grandi à Birmingham, et a fait ses études à Londres à l'University College. Diplômé en 1834, il a pris la tête du Staffordshire General Infirmary en 1837. Il est mort du typhus, contracté au Staffordshire General Infirmary, le 28 septembre 1938.

## Recherche
Edward Selleck Hare a été le premier à rapporter un cas de tumeur cervicale associée à des symptômes ophtalmologiques, plus tard décrits par Horner et depuis connus sous le nom de syndrome de Claude-Bernard-Horner,.